# جائزة الأوسكار لأفضل فلم وثائقي
جائزة الأوسكار لأفضل فيلم وثائقي هي أحد الجوائز التي تمنحها أكاديمية الفنون والعلوم السينمائية وهي أكاديمية فخرية في كاليفورنيا في الولايات المتحدة. وتمنح هذه الجائزة للأفلام الوثائقية الطويلة وتعتبر هذه الجائزة أهم وأرفع الجوائز التي تختص بالأفلام الوثائقية.

## الجدل والخلاف
مع أن هذه الجائزة هي أرفع جائزة تمنح للأفلام الوثائقية إلا أنها من أكثر جوائز الأوسكار إثارةً للجدل. ويعود ذلك إلى النظم والمعايير التي تتبعها الأكاديمية. حيث أن العديد من الأفلام الوثائقية التي اعتبرها النقاد من أفضل الأفلام وأكثرها تأثيراً لم يتم ترشيحها لهذه الجائزة. ومثال عليها فيلم أنا وروجر (بالإنجليزية: Roger and Me) والخط الأزرق الرفيع (بالإنجليزية: The Thin Blue Line) وأحلام الطوق (بالإنجليزية: Hoop Dreams). وقد أدت كمية الجدل الكبيرة التي دارت حول عدم ترشيح الأخير إلى إجبار الأكاديمية على تغيير سياستها الخاصة بالتصويت للأفلام الوثائقية. ولا يزال هذا الجدل قائماً.

## الفائزون
فيما يلي قائمة بأسماء الأفلام الفائزة ب جائزة الأوسكار عن فئة أفضل فيلم وثائقي مرتبة تنازليا حسب الأعوام.

### عقد 2000
| السنة | اسم الفيلم                                | أسماء الاشخاص                                  |
| ----- | ----------------------------------------- | ---------------------------------------------- |
| 2009  | الخليج                                    | من إخراج لوي سايهويوس                          |
| 2008  | رجل على سلك                               | من إخراج سيمون شن وجايمس مارش                  |
| 2007  | سيارة أجرة إلى الجانب المظلم              | من إخراج ألكس قبني وإيفا أورنر                 |
| 2006  | حقيقة مزعجة                               | من إخراج ديفيس غوغنهايم                        |
| 2005  | مسيرة البطاريق                            | من إخراج لوك جاكيه                             |
| 2004  | أولاد البغاء                              | من إخراج روس كوفمان وزانا باريسكي              |
| 2003  | ضباب الحرب                                | من إخراج إيرول موريس                           |
| 2002  | بولينغ لكولمبين                           | من إخراج مايكل مور                             |
| 2001  | قتل في صباح الأحد                         | من إخراج جان-إكزافيه دو ليستغديه               |
| 2000  | في احضان الغرباء : قصص من كينديرترانسبورت | من إخراج مارك جونثيان هاريس وديبراه أوبينهامير |

### عقد 1990
- عام 1999: فيلم يوم واحد في سيبتمبر من إخراج كيفين ماك دونالد.
- عام 1998: فيلم الأيام الأخيرة من إخراج جيمس مول.
- عام 1997: فيلم طريق العودة الطويل من إخراج مارك جونثان هاريس.
- عام 1996: فيلم عندما كنا ملوكا من إخراج ليون قاست.
- عام 1995: فيلم "آن فرانك" في الذاكرة من إخراج جون بلير.
- عام 1994: فيلم مايا لين : رؤية قوية واضحة من إخراج فريدا لي موك.

### عقد 2010
- عام 2019 : فيلم free solo من إخراج اليزابيث تشاي
- عام 2018 : فيلم Icarus من إخراج بريان فوجيل
- عام 2017 : فيلم OJ: made in america من إخراج عزرا إيدلمان
- عام 2016 : فيلم Amy من إخراج أسيف كاباديا
- عام 2015 : فيلم citizenfour من إخراج لورا بويتراس
- عام 2014 : فيلم 20 feet from stardom من إخراج مورغان نيفيل
- عام 2013 : فيلم searching for sugar man من إخراج مالك بن جلول
- عام 2012 : فيلم undefeated من إخراج دانيل ليندساي
- عام 2011 : فيلم inside job من إخراج تشارلز فيرجسون